# خوالتیتسه
خوالتیتسه (به چکی: Chvaletice) یک منطقهٔ مسکونی و شهرستان دارای شهرک سابقاً روستا در جمهوری چک است که در ناحیه پاردوبیتسه واقع شده‌است. خوالتیتسه ۳٬۲۸۹ نفر جمعیت دارد.